# 倉田芳琳
倉田 芳琳（くらた ほうりん、- ）は、日本のデザイン書道家、商業書道家。神奈川県横須賀市生まれ。女性。

## 略歴
- 女子美術短期大学造形科を卒業。
- 商品タイトル、店舗ロゴ、メディアタイトルなどを中心に商業ベースの筆文字を制作。

## 主要作品
- 映画力道山タイトル（2006年 - 、）
- CDタイトル（山本譲二、川中美幸、島津亜矢、他）
- JRA広告タイトル（2011年 - 、）